# Тыминьская, Каролина
Кароли́на Тыми́ньская (пол. Karolina Tymińska; род. 4 октября 1984, Свебодзин) — польская легкоатлетка, специалистка по многоборью. Выступала за сборную Польши на крупных международных соревнованиях в период 2001—2016 годов, обладательница бронзовой медали чемпионата мира, победительница Кубка Европы, участница двух летних Олимпийских игр.

## Биография
Каролина Тыминьская родилась 4 октября 1984 года в городе Свебодзине Любушского воеводства.
В 2001 году выступила на чемпионате мира среди юниоров Дебрецене и заняла в программе семиборья восьмое место.
На взрослом международном уровне дебютировала в сезоне 2005 года, когда вошла в основной состав польской национальной сборной и побывала на чемпионате Европы в помещении в Мадриде, где стала восьмой в легкоатлетическом пятиборье. Также принимала участие в молодёжном европейском первенстве в Эрфурте, но здесь не финишировала и не показала никакого результата.
В 2006 году была семнадцатой в прыжках в длину на чемпионате Европы в Гётеборге, стала шестой в семиборье на соревнованиях Hypo-Meeting в Австрии.
На чемпионате мира 2007 года в Осаке расположилась в итоговом протоколе семиборья на 15 строке, тогда как на чемпионате Европы в помещении в Бирмингеме показала пятый результат в пятиборье.
Благодаря череде удачных выступлений Тыминьская удостоилась права защищать честь страны на летних Олимпийских играх 2008 года в Пекине — набрала в сумме семиборья 6428 очков, что позволило ей разместиться в общем зачёте на седьмой строке. Также в этом сезоне побывала на чемпионате мира в помещении в Валенсии, где стала пятой в зачёте легкоатлетического пятиборья.
В 2009 году заняла пятое место в пятиборье на европейском первенстве в помещении в Турине, в то время как на мировом первенстве в Берлине не смогла пройти все семь этапов семиборья и не попала в итоговую таблицу.
Стала шестой в пятиборье на чемпионате мира в помещении в Дохе и пятой в семиборье на чемпионате Европы в Барселоне.
В 2011 году на мировом первенстве в Тэгу набрала в семиборье 6544 очков и установила тем самым свой личный рекорд. Изначально расположилась в итоговом протоколе соревнований на четвёртой строке, но спустя несколько лет после дисквалификации занявшей первое место россиянки Татьяны Черновой сдвинулась на одну позицию вверх и стала бронзовой призёркой. Была близка к попаданию в число призёров и на европейском первенстве в помещении в Париже, где заняла итоговое четвёртое место.
Находясь в числе лидеров легкоатлетической команды Польши, Тыминьская благополучно прошла квалификацию на Олимпийские игры 2012 года в Лондоне, но здесь, тем не менее, не преодолела всю дистанцию семиборья, прошла только пять дисциплин. Помимо этого, соревновалась на чемпионате мира в помещении в Стамбуле, где стала четвёртой в пятиборье, немного не дотянув до подиума.
После лондонской Олимпиады Каролина Тыминьская осталась в основном составе польской национальной сборной и продолжила принимать участие в крупнейших международных соревнованиях. Так, в 2013 году на чемпионате мира в Москве она набрала в семиборье 6270 очков и заняла с этим результатом девятое место. Одержала победу на Кубке Европы по легкоатлетическим многоборьям в Таллине.
В 2014 году представляла Польшу на домашнем мировом первенстве в помещении в Сопоте и на европейском первенстве в Цюрихе, где стала в многоборьях восьмой и одиннадцатой соответственно.
В 2015 году была двадцатой в семиборье на чемпионате мира в Пекине.
Тыминьская успешно прошла отбор на Олимпийские игры 2016 года в Рио-де-Жанейро, однако из-за травмы позвоночника вынуждена была отказаться от участия в этих Играх и приняла решение завершить карьеру профессиональной спортсменки.